# Phoenix Zoo
Koordinaten: 33° 27′ 9″ N, 111° 56′ 56″ W

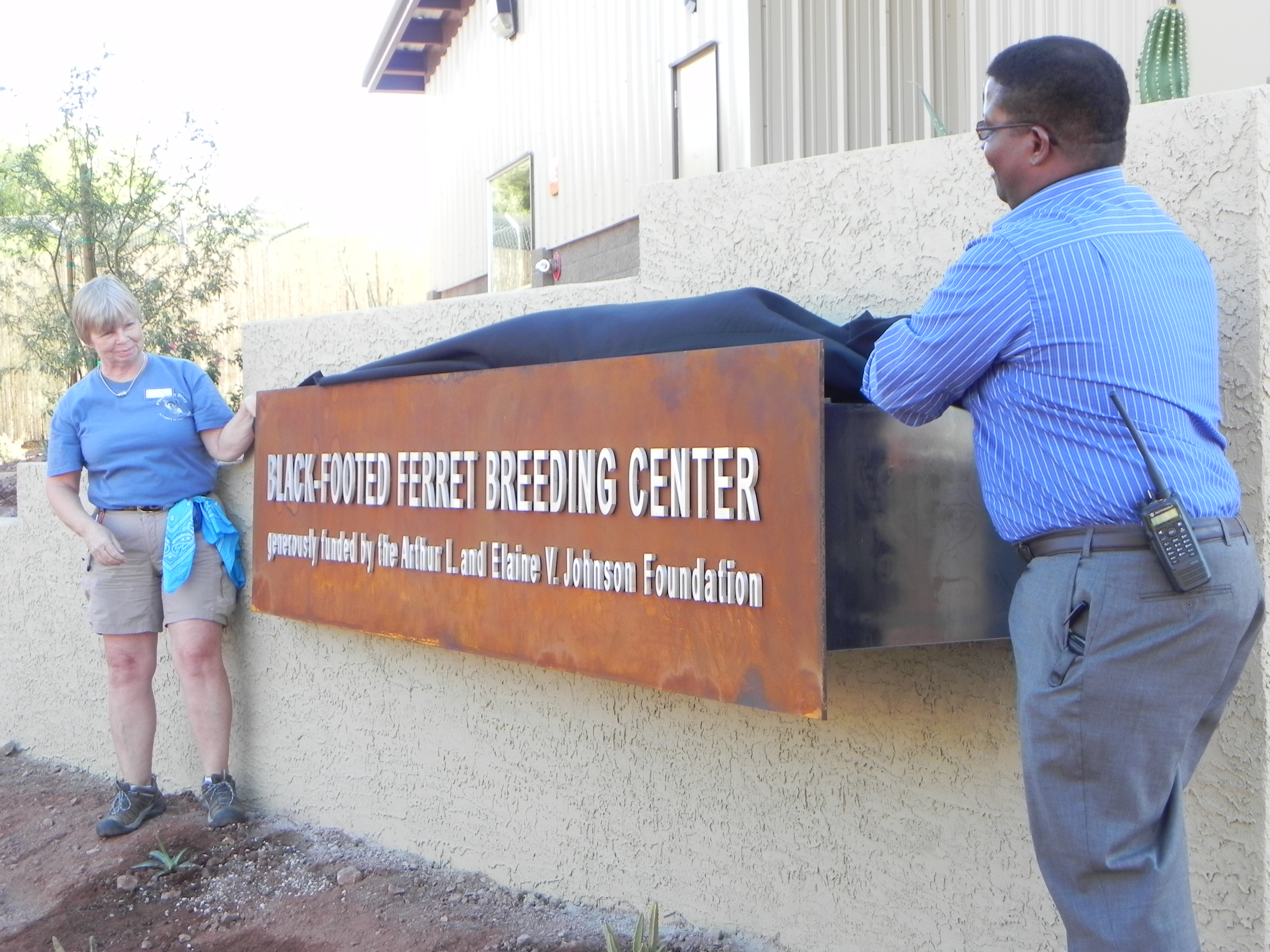
Zuchtstation für den Schwarzfußiltis (Mustela nigripes)

Der Phoenix  Zoo ist ein Zoo in Phoenix im US-Bundesstaat Arizona. Er ist Mitglied der der World Association of Zoos and Aquariums (WAZA) sowie der Association of Zoos and Aquariums (AZA).

## Geschichte
Robert E. Maytag, der einer Industriellenfamilie entstammte, plante 1961 mit einer kleinen Gruppe von Freunden einen Zoo für die Stadt Phoenix zu erstellen. Zwar hatte keiner der Beteiligten irgendeine Erfahrung mit der Errichtung eines Zoos, hingegen brachten sie eine große Begeisterung und ein starkes Engagement für ein solches Projekt ein, was sich auch in der Gründung der Arizona Zoological Society ausdrückte. Der frühe Tod des Initiators stellte das Projekt zwar kurzzeitig in Frage, jedoch eröffnete seine Witwe 1962 zu Ehren ihres verstorbenen Mannes den Zoo als Maytag Zoo. 1963 wurde er in Phoenix Zoo umbenannt, um ihn besser mit der Örtlichkeit zu identifizieren. Als eines der ersten Projekte wurde die Erhaltung der in freier Wildbahn ausgestorbenen Arabischen Oryx (Oryx leucoryx) in Angriff genommen; die spätere Wiederansiedlung war so erfolgreich, dass die Art zurzeit von der Weltnaturschutzorganisation IUCN nur noch als „Vulnerable = gefährdet“ geführt wird. In der Folgezeit wurden neue Tiere angeschafft und Anlagen erweitert. Trotz zuweilen erheblicher finanzieller Probleme konnte der Zoo weiter wachsen. Seit der Eröffnung 1962 bis zum Jahr 2020 besuchten 43 Millionen Gäste den Zoo.

## Tierbestand
Im Phoenix Zoo werden im Durchschnitt 3000 Tiere in bis zu 400 Arten gehalten. Es können Säugetiere, Vögel, Fische und Reptilien aller Kontinente besichtigt werden. Einige Beispiele aus der im Zoo gehaltenen Artenvielfalt zeigt die folgende Bildauswahl:

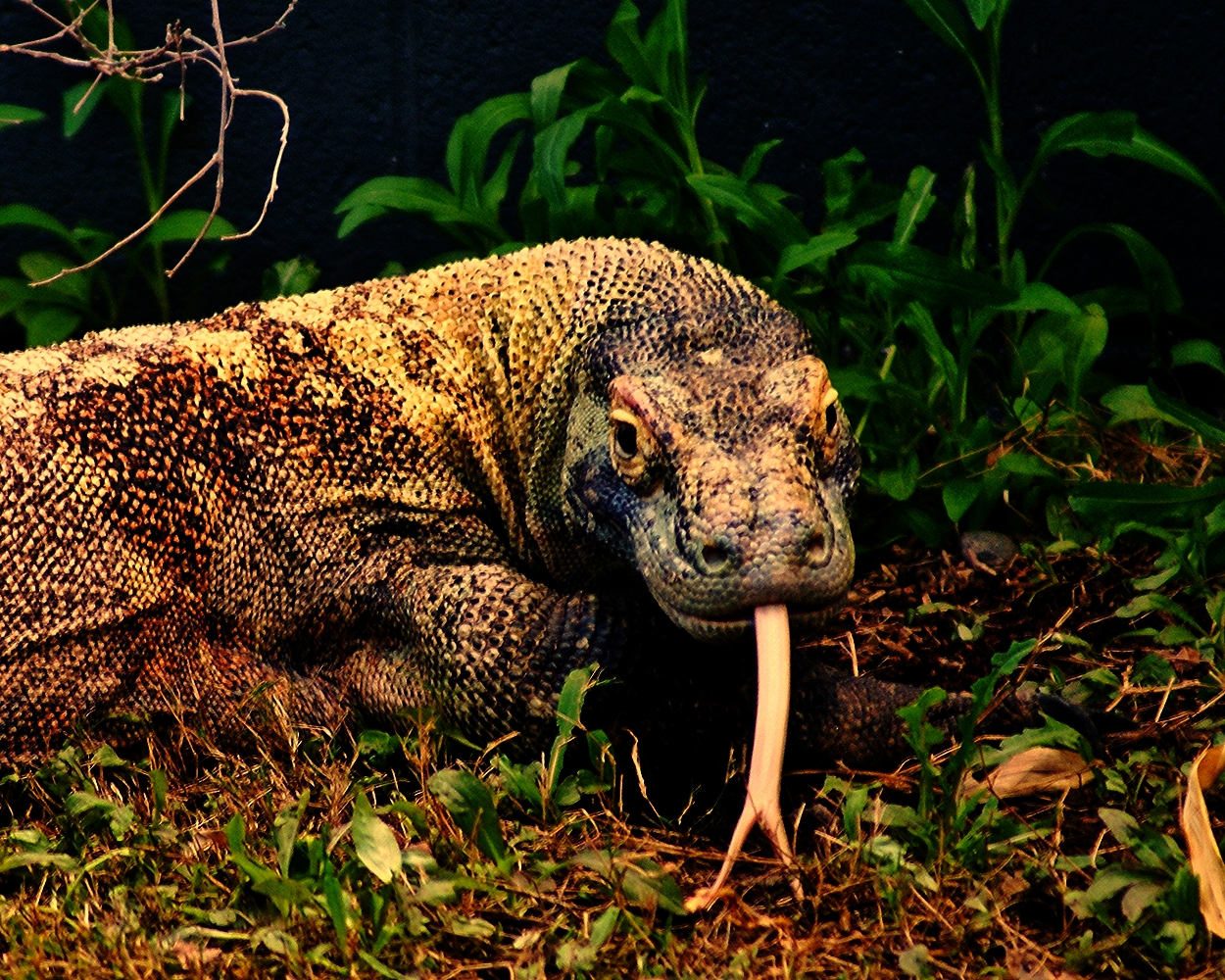
Komodowaran (Varanus komodoensis)
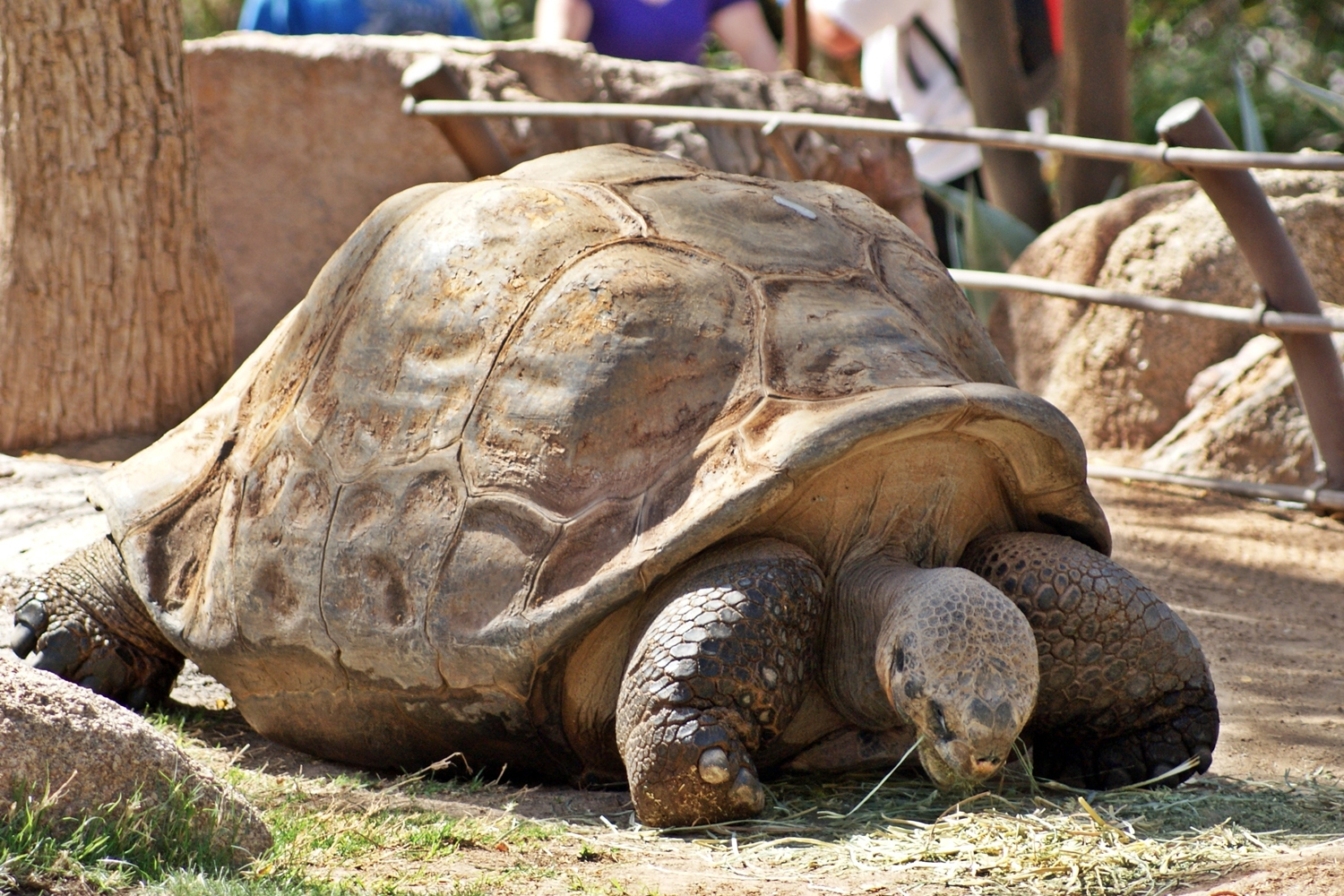
Galapagos-Riesenschildkröte (Chelonoidis nigra)
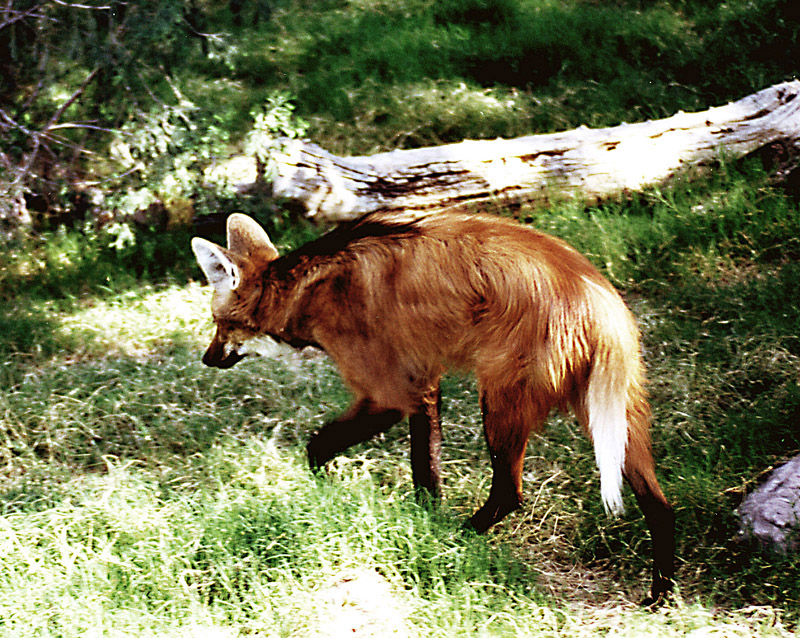
Mähnenwolf (Chrysocyon brachyurus)
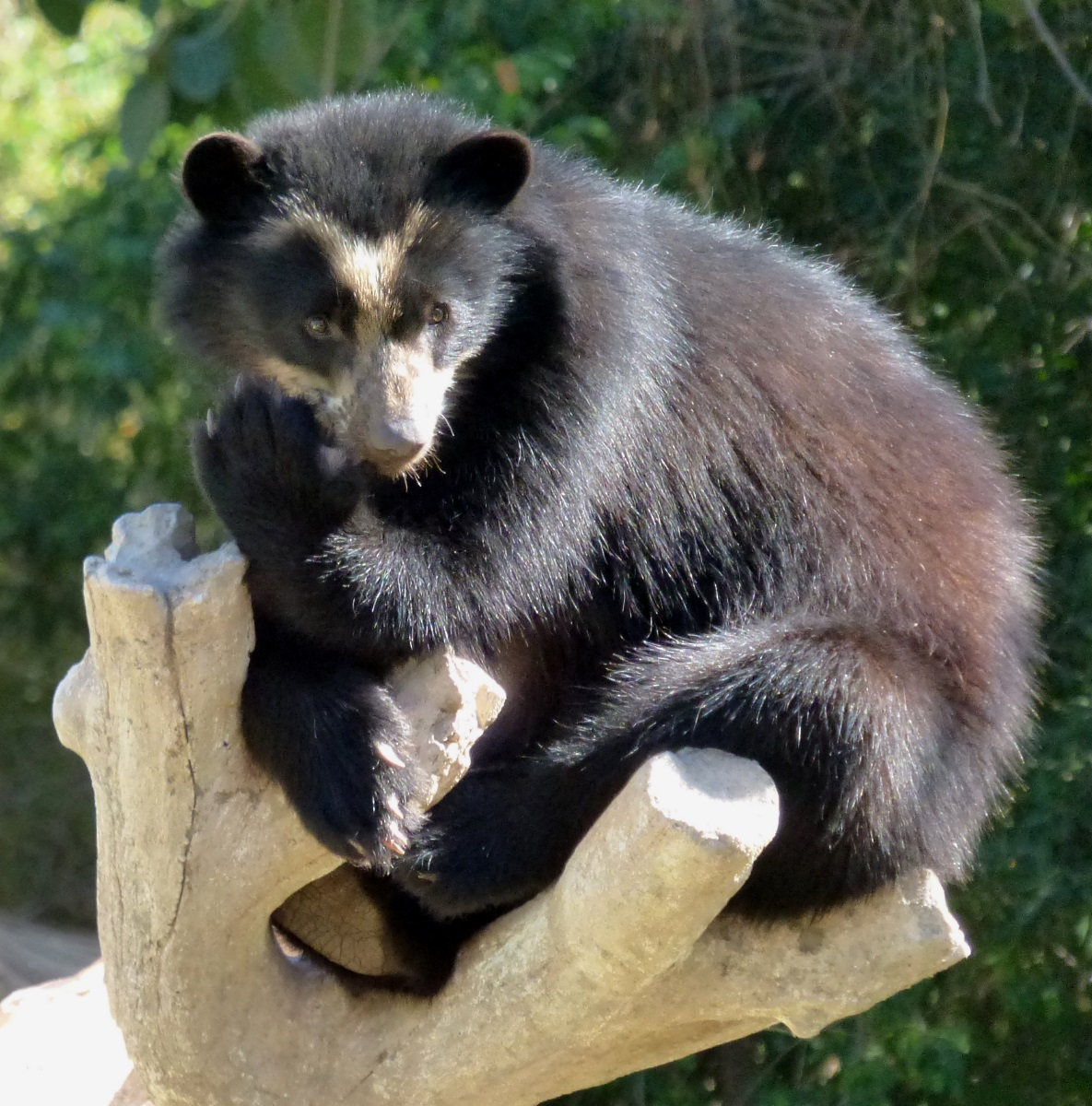
Brillenbär (Tremarctos ornatus)
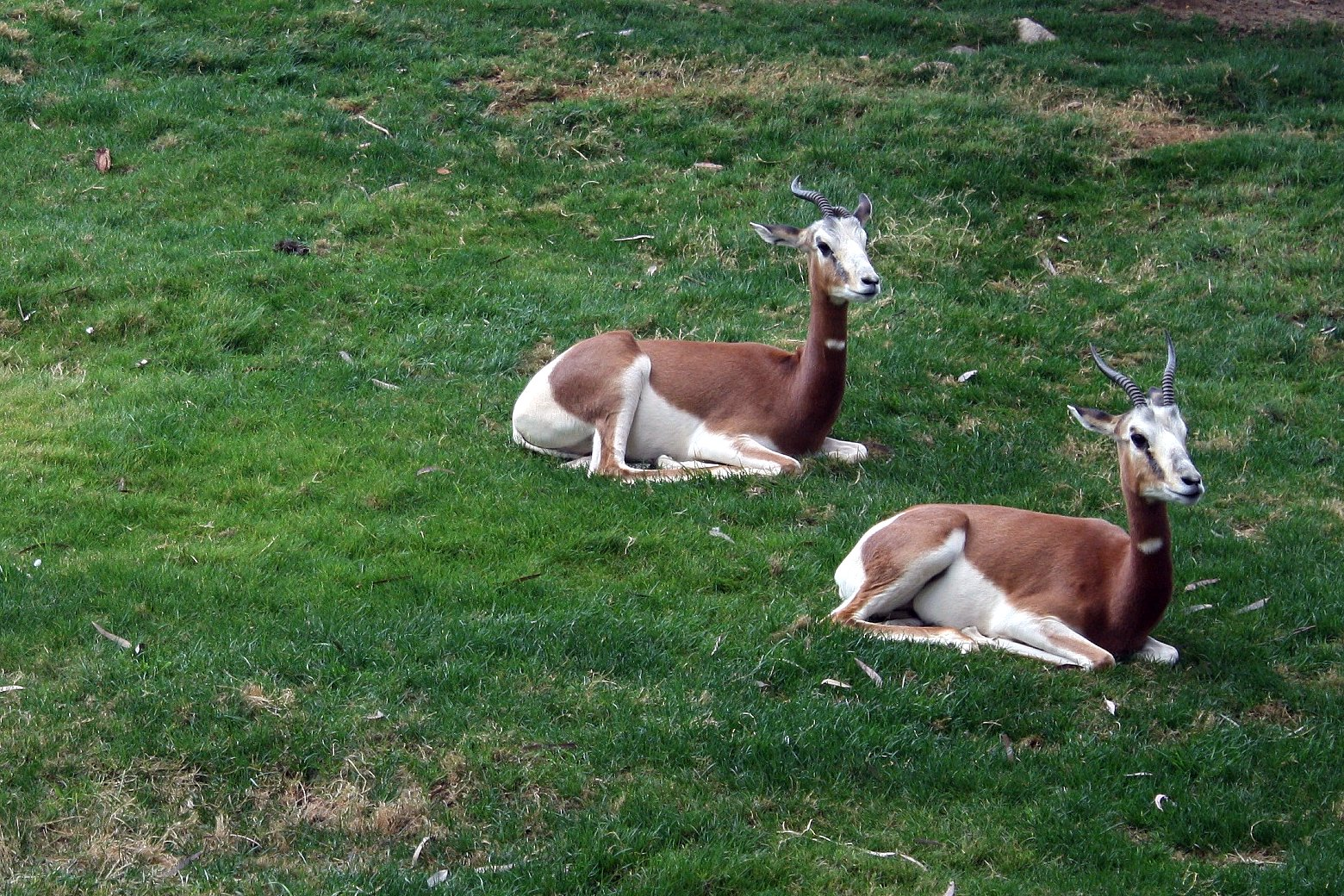
Mhorrgazellen (Nanger dama mhorr)
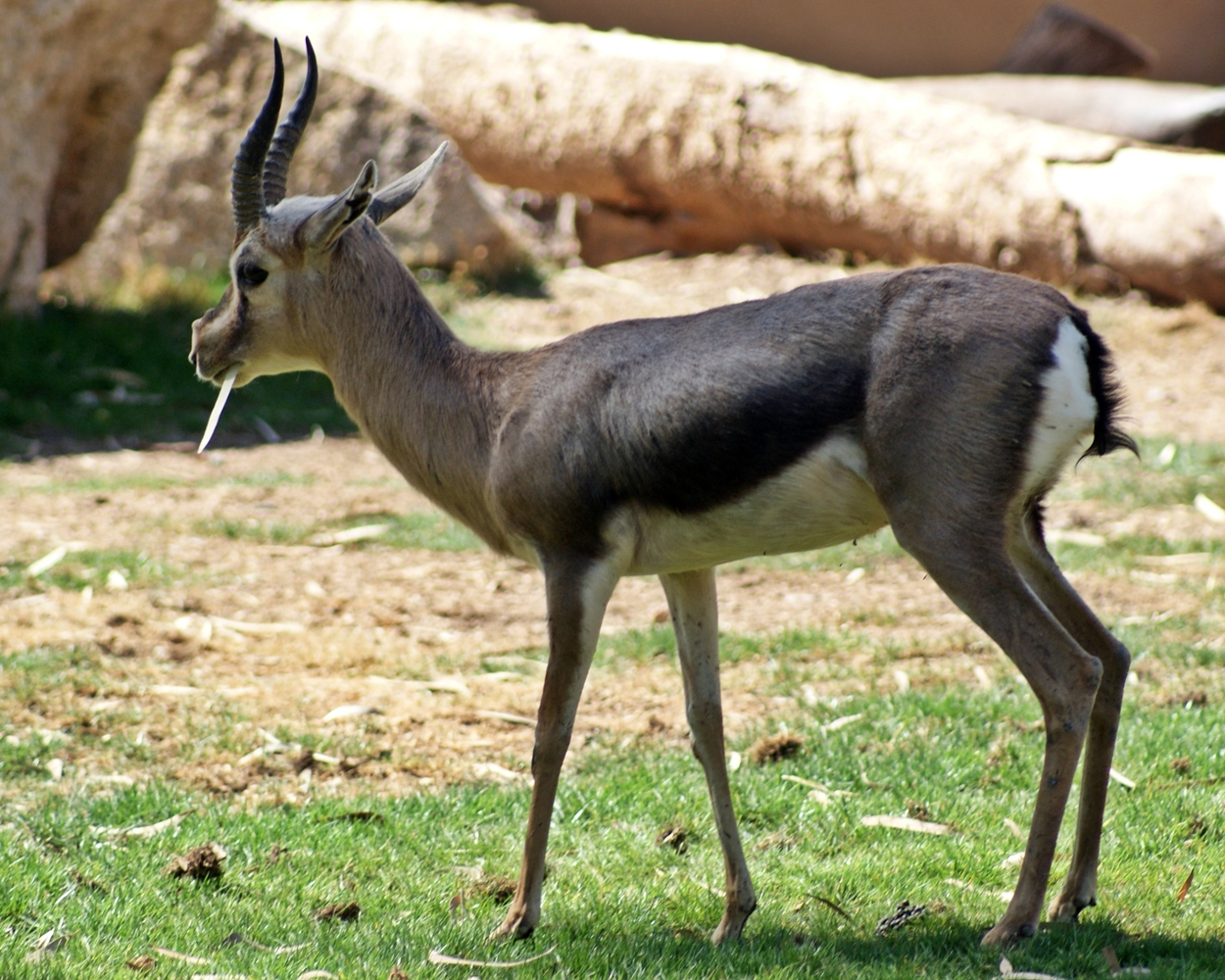
Spekegazelle (Gazelle spekei)
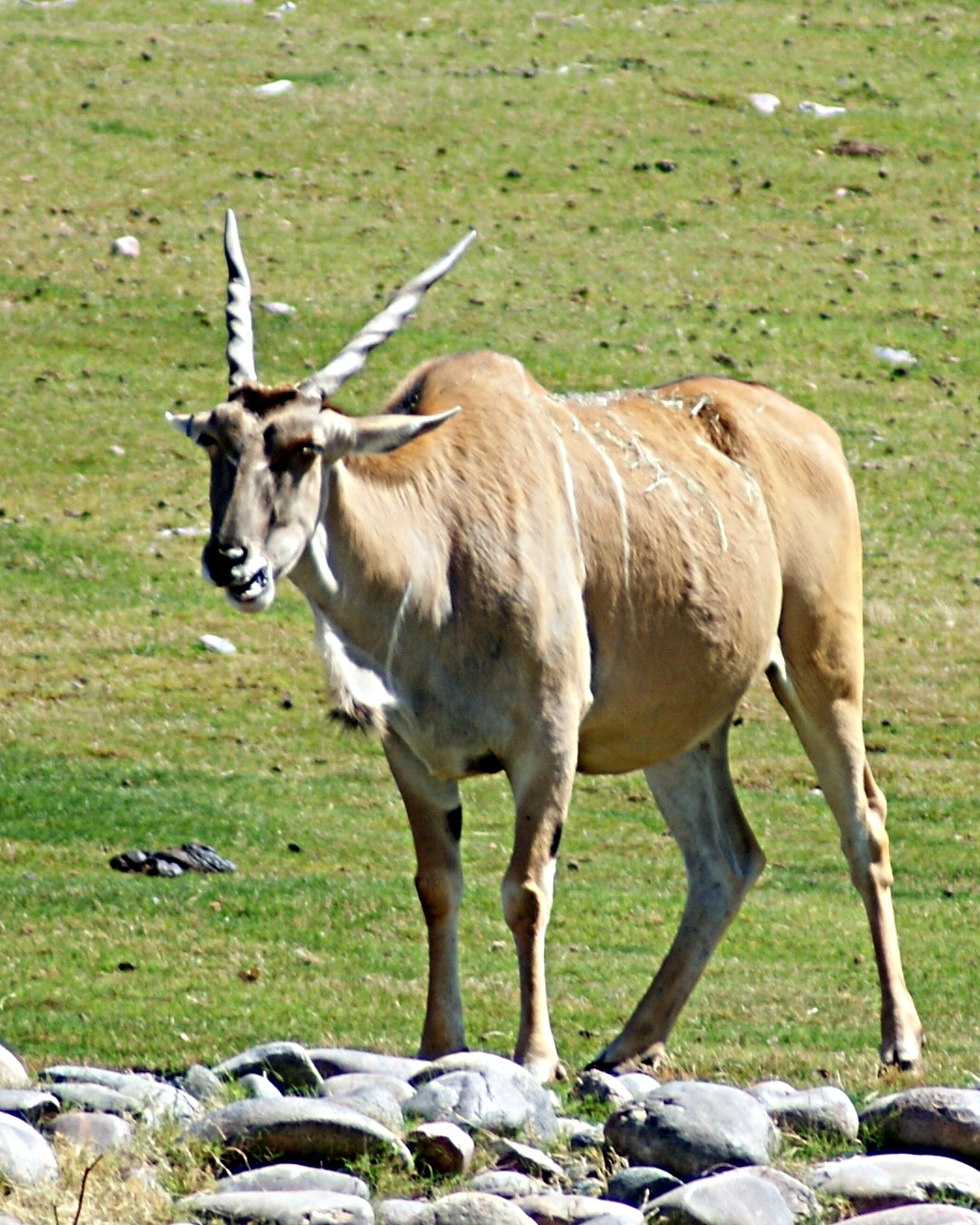
Elenantilope (Taurotragus oryx)
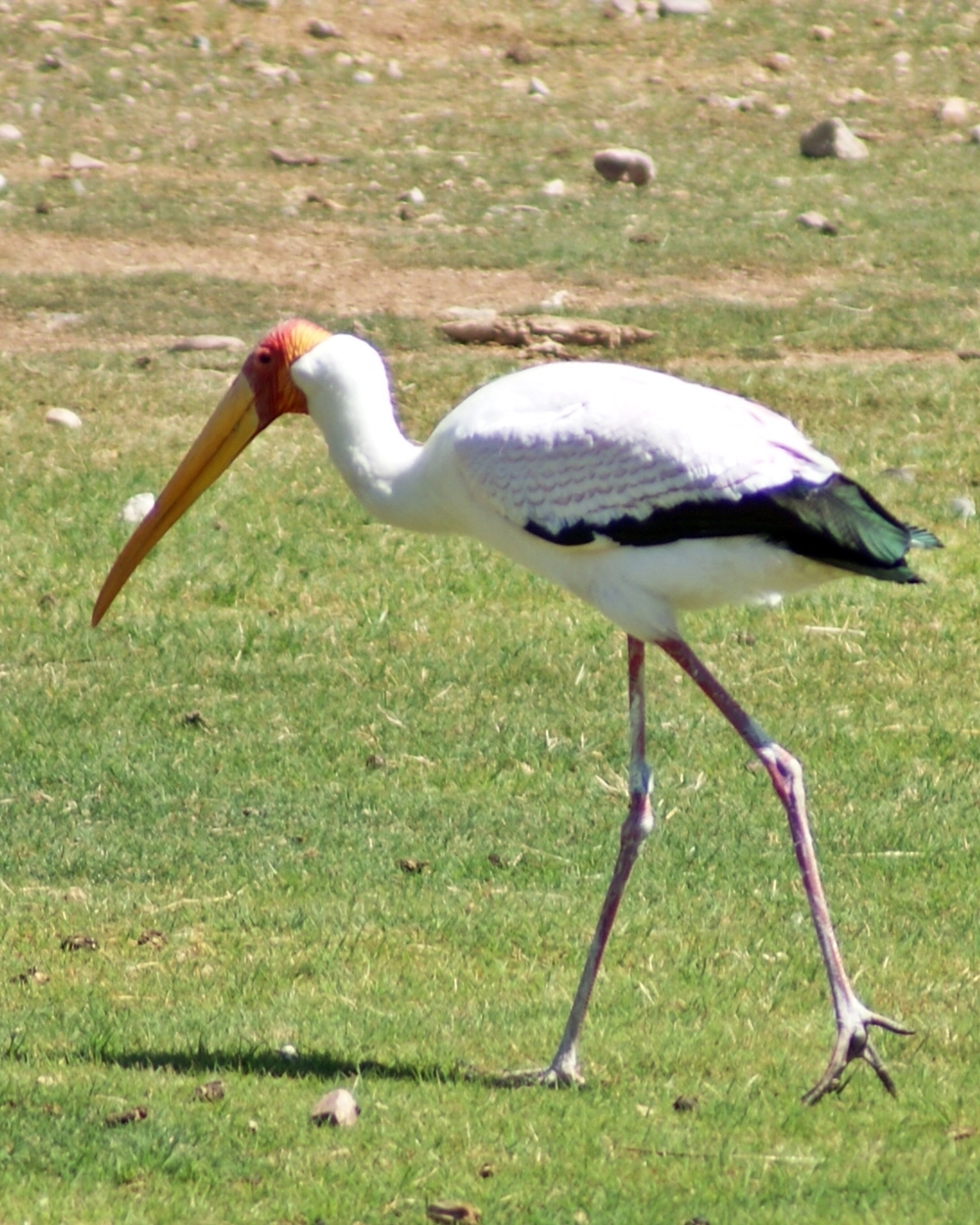
Nimmersatt (Mycteria ibis)

## Anlagenbereiche
Der Phoenix Zoo ist in vier Hauptbereiche unterteilt:
- Im Arizona Trail werden  in erster Linie Tiere und Pflanzen der näheren Umgebung und der Sonora-Wüste gezeigt.
- Der African Trail zeigt Tiere der afrikanischen Fauna.
- Im Tropics Trail werden überwiegend Tiere aus tropischen Gebieten und Regenwäldern gezeigt.
- Der Children Trail ist eine spezielle Einrichtung für Kinder. In diesem Bereich sind in erster Linie Haustiere untergebracht, zu denen die Kinder einen engen Kontakt aufnehmen können und wo sie viel über die Lebensweise von Tieren erfahren können. Wissenschaftliche, den Zoo betreffende Fernunterrichtsprogramme werden außerdem mehreren Schulen in Arizona angeboten.[1]

## Arterhaltungsprogramme
Der Phoenix Zoo unterstützt viele Arterhaltungsprogramme lokaler Tierarten. Im Besonderen wird der Schwarzfußiltis (Mustela nigripes) gefördert. Dazu wurde extra eine Zuchtstation, das Black-Footed Ferret Breeding Center im Zoo eingerichtet. Unter anderem werden Programme für folgende weitere Arten unterstützt: Chiricahua leopard frog (Lithobates chiricahuensis); Cactus Ferruginous Pygmy Owl (Glaucidium brasilianum cactorum), eine Unterart des Brasilzwergkauzes (Glaucidium brasilianum); Narrow-Headed Garter Snake (Thamnophis rufipunctatus); Mount Graham Red Squirrel (Tamiasciurus hudsonicus grahamensis), eine Unterart des Gemeinen Rothörnchens (Tamiasciurus hudsonicus); Desert Pupfish (Cyprinodon macularius); Gila Topminnow, der Arizonakärpfling (Poeciliopsis occidentalis ) sowie auch Frischwasserschnecken und Muscheln.
Der Phoenix Zoo beteiligt sich zusammen mit verschiedenen internationalen Organisationen außerdem an über 100 weiteren Arterhaltungsprogrammen weltweit, die die Erforschung der Lebensbedingungen, den Schutz oder die Wiederansiedlung gefährdeter Arten zum Ziel haben.